# Bilbao Cougars

Foto Equipo Cougars

Bilbao Cougars fue un equipo de Lejona que practicaba fútbol americano desde 1995 hasta 1999. Actualmente, fuera de la zona Madrid, Barcelona y Valencia, sigue siendo el único club que ha disputado la final de copa de España.

## Historia
Los Cougars fueron el equipo más grande del Pais Vasco en cuanto al futbol Americano. Se crearon en 1995 y jugaron sus partido en el campo municipal de Etxebarri, Lejona, Vizcaya. En su trayectoria llego a ganar la Euskalbowl el 18 de noviembre de 1995 en la ciudad deportiva San Vicente contra Madrid Osos y Sevilla Linces.
En Euskal Herria no han sido los equipos más habituales los que han practicado este deporte minoritario. De hecho, a excepción de Bilbao Cougars, sólo han estado presentes otros cuatro equipos: Bilbao Steel Knight, Abanto Mineiro, Bilbao Akerrak y Coyotes Santurtzi. En este momento solamente sigue este último en activo.